# Philippia
Philippia es un género  de plantas fanerógamas perteneciente a la familia Ericaceae. Comprende 121 especies descritas y de estas, muchas son sinónimos y especies pendientes de aceptar.

## Taxonomía
El género  fue descrito por Johann Friedrich Klotzsch y publicado en Linnaea 9: 354. 1834. La especie tipo no ha sido designada. 

## Especies seleccionadas
- Philippia abietina Klotzsch
- Philippia absinthoides (Thunb.) E.G.H.Oliv.
- Philippia alticola E.G.H.Oliv.
- Philippia angustifolia (H. Perrier) Lavier